# Einmal möcht' ich keine Sorgen haben
Einmal möcht' ich keine Sorgen haben è un film del 1932 diretto da Max Nosseck.

## Produzione
Il film fu prodotto dalla Biograph-Film e venne girato a Berlino.

## Distribuzione
Distribuito dalla Biograph-Film GmbH (Berlin), uscì nelle sale cinematografiche tedesche il 22 marzo 1932. In Austria, fu distribuito dalla Kiba Filmverleih.